# Quai de Serbie
Le quai de Serbie est un quai situé sur la rive gauche du Rhône à Lyon dans le 6e arrondissement. Sa longueur est d'environ 400 m.

## Historique
Dénommé Quai d’Albret de 1827 à 1871, il a été renommé Quai de l’Est jusqu’en 1918, puis Quai de Serbie ,. Le nom actuel a été attribué par délibération municipale le 23 décembre 1918.

## Transports
Une piste cyclable est aménagée sur l'entièreté du quai de Serbie et est intégrée à la ligne 1 du réseau express vélo métropolitain des Voies Lyonnaises.